# Ulrich Jansen
Pour les articles homonymes, voir Jansen.
Temple de la renommée allemand : 1988
Ulrich « Ulli » Jansen (né le 5 juin 1931 à Krefeld, mort le 19 juillet 2006 dans la même ville) est un joueur professionnel allemand de hockey sur glace.

## Carrière
Ulli Jansen est champion d'Allemagne avec le Krefeld EV en 1952.
Jansen a 71 sélections en équipe d'Allemagne de l'Ouest et a marqué 42 buts. Il participe aux Jeux olympiques de 1956, 1960 et 1964 et quatre championnats du monde. Il est élu meilleur joueur allemand du championnat du monde de hockey sur glace 1954.
Après l'arrêt de sa carrière sportive, il devient opticien-lunetier, mais s'implique dans le hockey à Krefeld.

## Statistiques en équipe nationale
| Année | Compétition               |   | PJ  | Min | BC   | Moy | % Arr | Bl | Pun               |  | Résultat |
| 1953  | Championnat du monde      | 6 | 330 | 39  | 7,09 |     | 0     |    | Médaille d'argent |  |          |
| 1954  | Championnat du monde      | 7 | 380 | 26  | 4,11 |     | 0     |    | Cinquième         |  |          |
| 1955  | Championnat du monde      | 6 | 360 | 28  | 4,67 |     | 0     |    | Sixième           |  |          |
| 1956  | Jeux olympiques           | 7 | 360 | 26  | 4,33 |     | 1     |    | Sixième           |  |          |
| 1959  | Championnat du monde      | 8 | 480 | 22  | 2,75 |     | 2     |    | Septième          |  |          |
| 1959  | Qualifications olympiques | 1 | 60  | 2   | 2,00 |     | 0     |    | Qualifié          |  |          |
| 1960  | Jeux olympiques           | 2 | 120 | 17  | 8,50 |     | 0     |    | Sixième           |  |          |
| 1963  | Qualifications olympiques | 1 | 60  | 4   | 4,00 |     | 0     |    | Qualifié          |  |          |
| 1964  | Jeux olympiques           | 6 | 288 | 27  | 5,63 |     | 0     |    | Septième          |  |          |

## Source de traduction
- (de) Cet article est partiellement ou en totalité issu de l’article de Wikipédia en allemand intitulé « Ulli Jansen » (voir la liste des auteurs).